# Sarcoma
Un  sarcoma  és una neoplàsia maligna que s'origina en un teixit conjuntiu, com ara os, cartílag, greix, múscul, vasos sanguinis, o altres. La gran majoria d'aquests tumors són de parts toves i només un 10 per cent són ossis.
El terme prové d'una paraula grega que significa  creixement de la carn  (els osteosarcomes, però, se situen en una categoria particular per les seves característiques histopatològiques i clíniques diferenciades i es tracten de manera separada).

## Oncogènesi
Els trets biològics i clínics dels sarcomes són diferents de les d'un carcinoma, ja que, al contrari que aquest, no deriven de cèl·lules d'origen epitelial, sinó d'aquelles cèl·lules que durant la fase embrionària formen el mesoderma. Són càncers que presenten nombroses alteracions de la regulació epigenètica.
S'originen del teixit mesenquimàtic, molts d'ells es desenvolupen en el teixit connectiu i són d'aspecte carnós (fibrosarcoma, liposarcoma, miosarcoma). Hi ha més de cent subtipus de sarcoma.

## Causes
Els factors implicats en la patogènesi dels sarcomes són molt diversos: limfedema crònic, susceptibilitat genètica, traumatismes, radiacions ionitzants, tractament del càncer de mama amb tamoxifèn (un regulador dels receptors estrogènics), exposició a substàncies químiques, neurofibromatosi tipus 1 o infeccions víriques.

## Epidemiologia
A Catalunya, té una taxa de supervivència a cinc anys per a homes al voltant del 74% i per a dones al voltant del 66%.
Segons dades de l'Institut Nacional del Càncer, l'any 2015 es van diagnosticar 1,66 milions de nous casos de nuevos casos de càncer als Estats Units, dels quals només 11.930 eren sarcomes de teixits tous i 2.970 sarcomes ossis. El mateix Institut considera probable que el nombre real dels sarcomes de teixits 
durant aquest període fos lleugerament major, a causa de la tendència a contabilitzar alguns sarcomes viscerals d'acord al seu òrgan d'origen i no dins de la categoria tumoral estàndard a la que corresponen.
Existeix una associació positiva estadísticament significativa entre la durada del contacte laboral amb dioxines i un augment de la mortalitat per sarcomes de teixits tous, entre la exposició acumulada al clorur de vinil monomèric i un increment de la mortalitat per angiosarcoma hepàtic i altres sarcomes en òrgans que no siguin el fetge, i entre l'ofici de fuster, la inhalació de polsim de fusta i una major incidència de diverses formes de sarcoma. Algunes vegades, en les persones sotmeses a una mastectomia radical per un càncer de mama que desenvolupen la síndrome de Stewart-Treves (entre el 0,07 per cent i el 0,45 per cent dels casos), un angiosarcoma cutani braquial pot aparèixer fins i tot vint anys després de la intervenció quirúrgica. Les metàstasis cerebrals que tenen el seu origen en un sarcoma són poc comunes. La presència de determinats canvis histològics, com ara la invasió limfovascular tumoral i/o una elevada activitat mitòtica tenen un significatiu valor pronòstic en casos d'osteosarcoma d'alt grau.
Els sarcomes infantils representen un 10 per cent, aproximadament, de tots els tumors sòlids pediàtrics. Els nens amb un retinoblastoma de tipus hereditari o una síndrome de Li-Fraumeni tenen un risc molt alt de desenvolupar un sarcoma de teixits tous o un osteosarcoma.
Paula Cisneros va ser una creadora de contingut que va visibilitzar la síndrome de Down amb missatges d'inclusió i apoderament fins a la seva mort als 16 anys a causa d'un sarcoma.

## Tipus de sarcoma
Es classifiquen de la manera següent:

### Sarcomes de teixits tous
- Fibrosarcoma.[31]
- Fibrosarcoma infantil congènit.[32]
- Fibrosarcoma epitelioide esclerosant.[33]
- Fibrosarcoma primari tiroidal.[34]
- Fibrosarcoma del cos cavernós.[35]
- Histiocitoma fibrós maligne.[36]
- Ectomesenquimoma maligne.[37]
- Dermatofibrosarcoma protuberant.[38]
- Hemangioendotelioma epitelioide.[39]
- Hemangioendotelioma pseudomiogènic.[40]
- Hemangioendotelioma reticulat.[41]
- Hemangioendotelioma combinat intramuscular.[42]
- Liposarcoma.[43] Ivan Turguénev va morir l'any 1883 a conseqüència d'un liposarcoma metastàsic.[44]
- Liposarcoma mixoide.[45]
- Liposarcoma esofàgic.[46]
- Liposarcoma paratesticular del cordó espermàtic.[47]
- Liposarcoma pleomòrfic.[48]
- Liposarcoma primari de la glàndula paròtide.[49]
- Liposarcoma retroperitoneal.[50]
- Rabdomiosarcoma.[51]
- Rabdomiosarcoma infantil.[52]
- Rabdomiosarcoma alveolar.[53]
- Rabdomiosarcoma botrioide conjuntival.[54]
- Rabdomiosarcoma botrioide de la via biliar.[55]
- Rabdomiosarcoma embrionari.[56]
- Rabdomiosarcoma embrionari botrioide del coll uterí.[57]
- Rabdomiosarcoma de cèl·lules fusiformes.[58]
- Rabdomiosarcoma de cèl·lules fusiformes congènit.[59]
- Rabdomiosarcoma primari biauricular cardíac.[60]
- Rabdomiosarcoma primari intratesticular.[61]
- Rabdomiosarcoma pleomòrfic.[62]
- Leiomiosarcoma.[63]
- Leiomiosarcoma pulmonar primari.[64]
- Leiomiosarcoma renal primari.[65]
- Leiomiosarcoma cardíac.[66]
- Leiomiosarcoma mesentèric.[67]
- Leiomiosarcoma primari de tiroide amb càncer de tiroide papil·lar concurrent.[68]
- Leiomiosarcoma de la cavitat nasal.[69]
- Leiomiosarcoma de la vena porta.[70]
- Leiomiosarcoma uterí.[71]
- Leiomiosarcoma epitelioide vulvar.[72]
- Sarcoma dels pollastres o del virus de Rous.[73]
- Sarcoma fusocel·lular.[74]
- Sarcoma cardíac primari.[75]
- Sarcoma pulmonar primari.[76]
- Sarcoma osteogènic primari de la mama.[77]
- Sarcoma pleomòrfic dèrmic.[78]
- Tumor desmoplàstic de cèl·lules petites.[79]
- Tumor fibromixoide ossificant.[80]
- Tumor glòmic maligne intraoral.[81]
- Tumor de cèl·lules epitelioides perivasculars (PEComa) maligne uterí.[82]
- Tumor rabdoide extrarenal primari hepàtic.[83]
- Angiosarcoma.[84]
- Angiosarcoma cutani.[85]
- Angiosarcoma epitelioide.[86]
- Angiosarcoma primari cardíac.[87]
- Angiosarcoma primari hepàtic.[88]
- Angiosarcoma primari pulmonar.[89]
- Angiosarcoma primari esplènic.[90]
- Angiosarcoma primari ovàric.[91]
- Angiosarcoma primari del budell prim.[92]
- Angiosarcoma primari epitelioide gingival mandibular.[93]
- Angiosarcoma de teixits tous pediàtric.[94]
- Angiosarcoma intralimfàtic papil·lar.[95]
- Sarcoma embrionari indiferenciat hepàtic.[96]
- Sarcoma histiocític.[97]
- Sarcoma histiocític del còlon.[98]
- Sarcoma de l'artèria aorta descendent.[99]
- Sarcoma de la túnica íntima venosa.[100]
- Sarcoma de Kaposi.[101]
- Sarcoma de Kaposi gastrointestinal.[102]
- Limfangiosarcoma.[103]
- Fibroxantoma atípic.[104]
- Mixofibrosarcoma.[105]
- Sarcoma sinovial.[106]
- Sarcoma sinovial del plexe braquial.[107]
- Sarcoma sinovial del nervi tibial.[108]
- Sarcoma sinovial gàstric.[109]
- Sarcoma sinovial pulmonar primari.[110]
- Sarcoma sinovial primari pericardíac.[111]
- Sarcoma sinovial pobrament diferenciat.[112]
- Sarcoma sinovial prostàtic primari.[113]
- Sarcoma sinovial renal primari.[114]
- Neurofibrosarcoma (també anomenat tumor maligne de la beina de mielina dels nervis perifèrics).[115]
- Condrosarcoma mixoide extraesquelètic.[116]
- Condrosarcoma mixoide extraesquelètic gingival.[117]
- Osteosarcoma extraesquelètic.[118]
- Adenosarcoma müllerià.[119]
- Adenosarcoma metanèfric.[120]
- Adenosarcoma uterí amb sobrecreixement sarcomatós.[121]
- Adenosarcoma uterí amb sobrecreixement sarcomatós i elements heteròlegs malignes.[122]
- Carcinosarcoma bronquial.[123]
- Carcinosarcoma de la vesícula biliar.[124]
- Carcinosarcoma de la paròtide.[125]
- Carcinosarcoma gàstric.[126]
- Sarcoma de parts toves.[127]
- Sarcoma de parts toves alveolar.[128]
- Sarcoma de parts toves alveolar hipofaríngic.[129]
- Sarcoma uterí indiferenciat.[130]
- Sarcoma de l'estroma de l'endometri.[131]
- Sarcoma mieloide del coll uterí.[132]
- Sarcoma infantil de parts toves.[133]
- Sarcoma induït per la radioteràpia.[134]
- Sarcoma intimal de l'artèria pulmonar.[135]
- Sarcoma intimal cardíac.[136]
- Sarcoma intimal de la vàlvula aòrtica i de l'aorta ascendent.[137]
- Sarcoma fibroblàstic mixoinflamatori.[138]
- Sarcoma fibroblàstic mixoinflamatori del fetge.[139]
- Sarcoma fibroblàstic mixoinflamatori de la paròtide.[140]
- Sarcoma fibromixoide de baix grau del si maxil·lar.[141]
- Sarcoma mieloide.[142]
- Sarcoma mieloide gàstric.[143]
- Sarcoma mieloide intestinal.[144]
- Sarcoma miofibroblàstic de baix grau (pot afectar eventualment els ossos).[145]
- Sarcoma miofibroblàstic del múscul trapezi.[146]
- Sarcoma primari d'alt grau de les natges.[147]
- Sarcoma epitelioide.[148]
- Sarcoma epitelioide de tipus proximal.[149]
- Sarcoma epitelioide del conducte auditiu extern.[150]
- Sarcoma epitelioide miofibroblàstic inflamatori.[151]
- Sarcoma granulocític.[152]
- Sarcoma retroperitoneal primari.[153]
- Sarcoma sinonasal.[154]
- Sarcoma sinonasal bifenotípic.[155]
- Sarcoma d'Ewing extraesquelètic.[156]
- Sarcoma d'Ewing extraesquelètic cutani.[157]
- Sarcoma d'Ewing extraesquelètic gàstric.[158]
- Sarcoma d'Ewing extraossi pleural.[159]
- Sarcoma d'Ewing extraossi pulmonar.[160]
- Sarcoma d'Ewing extraossi vaginal.[161]
- Sarcoma d'Ewing extraossi primari de la glàndula tiroide.[162]
- Sarcoma d'Ewing extraossi primari de la glàndula suprarenal.[163]
- Sarcoma fol·licular de cèl·lules dendrítiques.[164]
- Sarcoma de cèl·lules dendrítiques interdigitades.[165]
- Sarcoma de cèl·lules de Langerhans.[166]
- Sarcoma epidèrmic multifocal de cèl·lules de Langerhans.[167]
- Sarcomes amb fusions dels gens NTRK (alguns també són ossis).[168]
- Sarcoma amb reordenament del gen CIC.[169]
- Sarcoma de cèl·lules rodones amb fusió dels gens CIC-DUX4.[170]
- Sarcoma de cèl·lules clares.[171]
- Sarcoma de cèl·lules clares intestinal.[172]
- Sarcoma de cèl·lules clares amb morfologia plasmocitoide.[173]

### Sarcomes ossis
- Angiosarcoma ossi primari.[174]
- Adamantinoma.[175]
- Leiomiosarcoma ossi primari.[176]
- Osteosarcoma.[177]
- Osteosarcoma laríngic primari.[178]
- Osteosarcoma condroblàstic de la tíbia distal.[179]
- Osteosarcoma mandibular.[180]
- Osteosarcoma primari de la mama.[181]
- Osteosarcoma primari de les vèrtebres toràciques.[182]
- Osteosarcoma multicèntric.[183]
- Osteosarcoma periòstic.[184]
- Osteosarcoma periòstic del crani.[185]
- Osteosarcoma sobre malaltia de Paget de l'os.[186]
- Osteosarcoma telangiectàsic (s'ha descrit algun rar cas extraossi).[187]
- Osteosarcoma amb trets histològics similars als del condroblastoma.[188]
- Condrosarcoma.[189]
- Condrosarcoma mesenquimàtic.[190]
- Condrosarcoma de cèl·lules clares.[191]
- Condrosarcoma d'origen esternal.[192]
- Condrosarcoma laríngic del cartílag tiroide.[193]
- Condrosarcoma de la base del crani.[194]
- Cordoma.[195]
- Cordoma epiglòtic.[196]
- Cordoma primari maxil·lofacial.[197]
- Cordoma orofarígic.[198]
- Cordoma de la columna vertebral mòbil i del sacre.[199]
- Cordoma de la base del crani.[200]
- Sarcoma d'Ewing.[201]
- Sarcoma d'Ewing mandibular.[202]
- Sarcoma d'Ewing escapular.[203]
- Sarcoma d'Ewing primari de la base del crani.[204]
- Sarcoma d'Ewing primari de l'os temporal.[205]
- Sarcoma pleomòrfic indiferenciat ossi.[206]
- Sarcoma ossi amb fusió dels gens BCOR i CCNB3.[207]

Al voltant del 20 per cent de tots els sarcomes ossis i de teixits tous tenen una incidència igual o menor a 1 cas/1.000.000 persones, sent qualificats com a raríssims pels oncòlegs.